# Stacewicze
Stacewicze [pronunciación en polaco: /stat͡sɛˈvit͡ʂɛ/] es un pueblo ubicado en el distrito administrativo de Gmina Wyszki, dentro del Condado de Bielsk, Voivodato de Podlaquia, en el norte de Polonia oriental. Se encuentra aproximadamente a 12 kilómetros al noroeste de Bielsk Podlaski y a 33 kilómetros al sur de la capital regional Białystok.
El pueblo tiene una población de 800 habitantes.